# Franz Ballner
Franz Ballner (2. prosince 1870 Fulnek – 13. prosince 1963 Wald-Michelbach, zemský okres Bergstraße) byl rakouský vojenský lékař, bakteriolog, chemik a hygienik původem z Moravy, který v meziválečné době působil v Československu.

## Život
Po absolvování opavského gymnázia vystudoval medicínu na Vídeňské univerzitě. Roku 1897 se stal vojenským lékařem, působil v Innsbrucku na kadetní škole a začal publikovat studie o bakteriologii, hygieně a dezinfekci. Zkoumal rostlinné proteiny a vyvinul velmi přesnou metodu jejich rozlišování. Roku 1906 na vědeckém sympoziu v Meranu představil metodu výroby pitné vody za použití chloru, která se posléze začala používat po celém světě. 
Roku 1911 se stal mimořádným profesorem hygieny. V té době byl pověřen zřízením chemicko-bakteriologické laboratoře při innsbruckém velitelství. Zde se prováděly testy nezávadnosti vody u posádek po celém západě rakouských alpských zemí.
Krátce po vypuknutí první světové války, na podzim 1914 byl Ballner povolán k řešení epidemií cholery, úplavice a tyfu[nepřesný odkaz], a byl přidělen k velení 4. armády. Zde zajistil, aby každá divize měla svou bakteriologickou laboratoř, a prováděl do té doby bezprecedentní očkovací kampaně. Vojenští lékaři se přitom starali nejen o vojáky, ale i o civilní obyvatelstvo. Roku 1917 se Ballner stal vrchním hygienikem na říšském ministerstvu války s působností na celé Rakousko-Uhersko.
Po válce a rozpadu monarchie působil dr. Ballner po 13 let v Československu v Bratislavě. Epidemii malárie v Podunajské nížině se mu podařilo vyřešit přesunutím pacientů do oblasti Tater, kde se nevyskytovali komáři, kteří nákazu od nemocných roznášeli. 
Roku 1933 odešel do penze a vrátil se dožít do rodného kraje do Opavy. Po vypuknutí druhé světové války byl však ještě odveden jako lékař a přidělen k opavskému zdravotnímu úřadu (tehdy v Říšské župě Sudety), kde pracoval až do roku 1945. V září 1946 byl vysídlen do Německa, roku 1951 se nakonec usadil v obci Wald-Michelbach v nejjižnější části Hesenska (oblast pohoří Odenwald), kde pak ve věku 93 let zemřel.